# Assel (Luxembourg)
Pour les articles homonymes, voir Assel.
Assel (luxembourgeois: Aassel) est une section de la commune luxembourgeoise de Bous-Waldbredimus située dans le canton de Remich.